# 星球：重启
《星球：重启》是一款字节跳动旗下朝夕光年的MMC工作室开发，朝夕光年、艾瑞尔网络发行的一款大型多人在线角色扮演游戏，并含有第三人称射击、生存和开放世界玩法。游戏于2023年2月23日在台港澳地区登陆Microsoft Windows、iOS、Android平台，并于2023年12月17日登陆macOS。
游戏的剧情故事发生在2112年的“盖娅星球”，玩家将对抗外星生物“蓝蚀”的侵略，并在此地生存。本作在科幻的背景下，设计了射击和生存玩法。玩家可使用可自定义的武器和机甲，与外星生物或其他玩家对抗。游戏还设计了开放世界的生存环境。在世界中，玩家需满足角色对水源和食物的需求并对世界进行探索。
本作的世界观和美术受到媒体表扬，但在玩法设计上的评价褒贬不一。一些媒体表扬了游戏的玩法多样性，还特别指出生存、射击等玩法设计优秀。但还有一些媒体认为游戏集成大量玩法的野心导致了其任何玩法都不足够优秀，生存玩法也被批评单调且空洞。

## 玩法

游戏射击玩法

《星球：重启》是一款大型多人在线角色扮演游戏。游戏的剧情故事发生在2112年的“盖娅星球”，由于外星生物“蓝蚀”对其的侵略，当地发生了战争。玩家诞生在战后的星球，参与重建工作并与外星生物斗争。本作允许玩家对游戏角色的面部进行自定义。编辑器中，玩家调整面部各部位的参数改变角色容貌，为角色化妆并对角色的性别、肤色进行编辑。开发者将人工智能模型接入了游戏内的非玩家角色，使它们能与玩家进行文字互动。游戏内也包含了一些娱乐元素，如电视剧《狂飆》的角色高启强、九转大肠的网络模因和紅色藥丸與藍色藥丸的模因。
在科幻背景下，游戏设计了第三人称射击和生存玩法。在射击玩法中，有与外星生物对战的玩家對抗環境玩法，和玩家间对战的玩法。玩家可持有两把武器和一套机甲。
玩家可自定义枪械的弹匣、枪托和瞄准镜等配件，添加自动装填子弹等属性，并为武器赋予火、电、冰或酸元素，获得不同属性的增益和特殊玩法。玩家获得的宠物也可以在战斗中提供辅助作用。在生存玩法中，游戏设计了开放世界地图供玩家探索。玩家需通过种植农作物和烹饪等方式和满足游戏角色对食物和水的需求。玩家也能通过在野外开采木材、矿石等资源从而收集材料，探索世界并扩充玩家的基地。

## 开发
《星球：重启》由字节跳动旗下朝夕光年的MMC工作室开发，开发于2020年开始。中国科幻小说作家王晋康、何夕、韩松、陈楸帆、江波和刘洋参与了本作的世界观和剧情故事的设计，中国建筑师马岩松设计了游戏内的部分建筑和装饰，日本机械设计师河森正治设计了游戏内的部分机甲，英国作曲家本杰明·沃菲斯齐负责本游戏的音乐创作。游戏使用Unity作为引擎，并在游戏画质和CG动画上进行技术研发，从而营造画面的科幻风格。开发者声称以减少玩家重复操作和抑制商业化为开发目标之一，并通过减少游戏礼包数量、减少玩家日常游戏负担和提升玩家对战玩法的公平性来实现这一目标。游戏项目组开发主管威廉在采访中表示，由于他在初中时着迷于科幻作品，并在后续的学业中主修了航空航天工程专业，因此本作的概念诞生于他的学生时代。游戏的剧情故事围绕对100年后对地球的疑问展开幻想，受到《三体》、《黑客帝国》、《E.T.外星人》、《异形》、《2001太空漫游》和《GUNDAM系列》的启发。威廉团队重视科幻开放世界的设计，他们认为未来世界与当今的差异主要集中在能源方面。因此，团队丰富了游戏内武器的种类，使其使用电力等新能源。在机甲设计上，项目组受到《机动战士高达》和《超时空要塞》的影响。威廉团队认为，邀请河森正治负责部分机甲设计可增加其浪漫元素。

## 宣传与发行
《星球：重启》于2023年2月23日在臺港澳地區发行，由艾瑞爾網路代理；后于同年4月20日在日本发行。游戏于2023年4月获得了国家新闻出版署下发的版号，被允许在中国大陆发行，并于同年11月16日在该地区发行。游戏登陆了Android、iOS、和Microsoft Windows，并于2023年12月17日宣布登陆macOS。本作最初以《代号：降临》作为其项目代号，并于随后定名《星球：重启》。2022年8月24日，本作参与了Gamescom2022的展会，进行广告宣传。2023年4月11日，游戏开发者邀请了日本说唱歌手呂布カルマ制作了游戏同名歌曲用于宣传。为宣传游戏新版本，开发者于2024年2月22日释放了一枚带有游戏标志、以猪和企鹅为形象的玩偶和相机的气球升空，并在社交媒体上进行宣传。媒体游戏大观和17173网认为，此形象的玩偶是对其竞争对手网易和腾讯的暗示。本日，开发者还宣布了本作与数码宝贝系列的联动，并在游戏内推出了相关形象。2024年7月17日，开发者公开了本作与机动奥特曼作品的联动，在游戏内推出了奥特曼形象的机甲。

## 评价与反响

### 评价
媒体游戏大观、游戏葡萄的评论员九莲宝灯和gamebiz的都赞扬了《星球：重启》的世界观。九莲宝灯还对开发者减少玩家压力和去商业化内容的运营策略表示肯定。游戏茶馆的梅梅还对开发者的技术优化和游戏的玩法多样性表示认可。PCGamesN的艾德·史密斯将本作比作游戏《命运2》和《辐射》的结合，称其聚合了射击和生存玩法。Automaton的Sakutaro Okano与梅梅持相似观点，认为其内容量大且每个玩法都富有深度。电击系的hororo重点赞扬了游戏的角色编辑功能。他还同时表扬了游戏的射击和生存玩法，他指出生存玩法页很有趣且具有科幻风格。他和一致表示游戏的射击玩法上手简单。PCGamesN的乔丹·福沃德的观点与他们相似，称射击时的控制紧凑而精确，射击的动作有分量，令他印象深刻。媒体手游那点事的评论员Yami在游资网发文赞扬了本作的剧情故事和美术设计。游戏获得了由刘慈欣颁发的中国第十三届“华语科幻星云奖”的最佳科幻游戏创意奖项目。
部分媒体批评了《星球：重启》的游戏玩法。Polygon的奇安·马赫认为，游戏具有集成大量玩法的野心，但这会导致其在任何方面都不能做到足够优秀。他重点批评了本作的游戏菜单，称其模糊而低效率。但同时该评论员认为战斗系统和敌人的优秀设计是游戏的可取之处。乔丹·福沃德指出，游戏的生存玩法的内容较为单调，令他感到空洞。他还认为，身穿机甲的角色在世界中寻找食物和水源的设定很奇怪。他对本作是否会成功不确定。游侠网的编辑对本作态度负面，称其并不出众。他首先批评了接入游戏服务其需要派对的现象，还否定了游戏的射击玩法，认为其打击手感差。游侠网认为开发者围绕刘慈欣展开的宣传属于噱头。但该媒体也称本作的画面设计优秀，超越了同类产品。

### 流行度
《星球：重启》2023年2月23日上线台港澳地区后，游戏在8天内取得了App Store和Google Play平台游戏畅销榜20名的成绩，并在10天内保持前30名成绩。游戏同年4月20日在日本发行后，在二平台的游戏畅销榜均取得了第一名的成绩。在中国大陆，本作在其发行日2023年11月16日取得了App Store免费榜第一名的成绩。游戏及其相关元素也引发了社交媒体哔哩哔哩用户的二次创作，并在站内取得一定成绩。